# Revillarruz (kommunhuvudort)
Revillarruz är en kommunhuvudort i Spanien.   Den ligger i provinsen Provincia de Burgos och regionen Kastilien och Leon, i den norra delen av landet, 200 km norr om huvudstaden Madrid. Revillarruz ligger 883 meter över havet och antalet invånare är 180.
Terrängen runt Revillarruz är huvudsakligen lite kuperad. Revillarruz ligger nere i en dal. Runt Revillarruz är det mycket glesbefolkat, med 6 invånare per kvadratkilometer. Närmaste större samhälle är Burgos, 13,0 km norr om Revillarruz. Trakten runt Revillarruz består till största delen av jordbruksmark.